# 三原ミツカズ
三原 ミツカズ（みはら ミツカズ、1970年10月17日 - ）は、日本の漫画家。広島県広島市出身。女性。

## 来歴
1994年に『ゴムのいらない子供たち』で、第1回フィールヤング新人漫画賞特別賞を受賞。同年、『ハッピー・ファミリー』が『FEEL YOUNG』（祥伝社）に掲載されデビュー。長年大阪を拠点に活動していたが、2000年東京に移住。代表作に『ハッピー・ファミリー』『死化粧師』『DOLL』など。画集に『アリス中毒』がある。
2021年、ゴシックロリータファッションブランド・KOMACHI2266531DarkLolitaとコラボレートし、アイテムのイラストを描きおろしている。

## 作風
人間心理などを鋭い視点で捉えた作風で、「巧みな心理描写や心の闇をつくような作品」が特徴。作中の登場人物にゴスロリテイストのファッションを取り入れた絵柄でファンからの高い支持を得る。特に10代女性からの支持が高い。

## 作品リスト

### 漫画
- ハッピー・ファミリー（祥伝社/1 - 3巻、エクストラ、祥伝社コミック文庫/上下巻）1994 - 1999年掲載
- カトゥル・カール（祥伝社 FC Gold/全1巻）1995 - 1999年掲載
- 集積回路のヒマワリ（祥伝社 FC Gold）短編集
  - ゴムのいらない子供たち（1994年5月掲載）
  - リッサの鉄の柩（1997年4月掲載）
  - 集積回路のヒマワリ（1995年6月掲載）
  - バラ鉄線のむこう側（1995年10月掲載）
  - 籠の魚（1995年11月掲載）
  - 鉱物君（1996年7月掲載）
  - あなたは生きている（1997年8月掲載）
- DOLL（祥伝社 Feelコミックス/全6巻）1998 - 2002年掲載
- R.I.P.―Requiem in Phonybrian（飛鳥新社/全1巻）1999 - 2000年掲載
- HAUNTED HOUSE（祥伝社 Feelコミックス/全1巻）1998 - 2002年掲載
- beautiful people（祥伝社）短編集
  - 雪白姫（2000年9月掲載）
  - WORLD´S END（1998年9月掲載）
  - アンチテレフォニカ（1999年9月掲載）
  - ストーカーの女（1997年9月掲載）
  - beautiful people（1999年6月掲載）
  - 空気の中を抜ける空（2001年掲載）
- 死化粧師（FEEL YOUNG2002年6月号 - 2013年5月号掲載、祥伝社 Feelコミックス、全7巻）
- 毒姫（『ネムキ』2002年11月号 - 2012年11月号掲載、朝日ソノラマ社 眠れぬ夜の奇妙な話コミックス、全5巻）
- たましいのふたご（祥伝社 Feelコミックス/上下巻）
- 地上10メートルの檻から（祥伝社）短編集
  - TWO SWEETS ×××
  - カナリヤ
  - a Paradox of Lion
  - NATURAL BORN SCISSORS (3編から成る)
  - 離婚式
  - what a wonderful world
  - 天国と地獄
  - 地上10メートルの檻から
- ウソバミ（『OUR FEEL』2025年6月19日[4] - ）

### 画集
- アリス中毒-三原ミツカズ画集 (インデックスマガジンズ/ヌーベルグーMOOK)
- chocolate-三原ミツカズ作品集 (インデックスマガジンズ)

### カードボックス
- コフィン・オブ・フールズ（ステュディオ・パラボリカ）